# Mr. & Mrs. Smith
Mr. & Mrs. Smith je americká akční komedie natočená v roce 2005 Dougem Limanem. Vypráví o dvou manželech, kteří jsou oba nájemní vrazi a pokud chtějí přežít, musí proti sobě bojovat. Nakonec však vše dopadne jinak, než se původně zdálo…
Hlavní role ztvárnili Brad Pitt a Angelina Jolie.

## Děj
Děj pojednává o manželích Johnovi a Jane, kteří jsou nájemní vrazi, aniž by to vzájemně věděli. Seznámili se v Bogotě, když policie hledala turisty, kteří jsou sami, protože někdo sejmul Barakudu.
Když přišli policisté, oba dva řekli, že jsou tady spolu, takže je policie nechala být, a tím začal příběh a jejich vztah.
Když si žili spokojený život v New Yorku, přišla manželská krize a začali chodit do manželské poradny.
Film začíná prvním příchodem dvojice do manželské poradny, kdy vypráví poradci o svém seznámení. Potom se oba vrátí domů a tváří se nenápadně, jako by druhý den nešli opět zabíjet. V této době oba dostanou zakázku na zabití jistého muže a oba jejich týmy určí totéž místo, kde bude možné oběť zlikvidovat. Když jsou ale oba zabijáci na místě, vzájemně si překáží a oběť unikne. John i Jane tedy musí dodržet danou podmínku – musí zabít toho, jenž jim pokazil akci. Když se oba dozvědí, koho musí odstranit, jsou překvapení, ale odhodlaní úkol splnit. Po návratu z práce nastane tedy v jejich domě a okolí krutý boj.
Nakonec si však oba manželé uvědomí, že jeden druhého nedokáže zabít. Oba ale vědí, že je takto stihne smrt od jejich kolegů a nadřízených, a rozhodnou se, že musí dostat jejich původní cíl. Když se jim to podaří, dozví se od onoho muže, že je jejich agentury poslaly proti sobě záměrně. Dozvěděly se totiž, že jsou manžely a nechtěly tudíž riskovat. Oba manželé se tedy musí vypořádat s mnoha jejich bývalými kolegy – cvičenými zabijáky...
Nakonec po přestřelce v obchodním domě ale vše dobře dopadne a John s Jane se do sebe opět zamilují a jejich vztah se tím oživí.

## Obsazení
| Brad Pitt        | John Smith     |
| Angelina Jolie   | Jane Smith     |
| Stephanie March  | Julie          |
| Chris Weitz      | Martin Coleman |
| Vince Vaughn     | Eddie          |
| William Fichtner | Dr. Wextler    |